# Livigno
Livigno er den eneste italienske kommune, som ligger nord for Alpernes hovedvandskel. Kommunen ligger i provinsen Sondrio, som er en del af Lombardiet, som ligger mod sydøst, men er på de resterende sider omgivet af den schweiziske kanton Graubünden. Den eneste direkte forbindelse til Italien (i retning Bormio) sker over Foscagnopasset, som var vinterlukket frem til 1950'erne. Andre forbindelser til omverdenen er Livignopasset, (som også er vinterlukket) til Valposchiavo og Munt La Schera-tunnelen til Engadin. På grund af sin isolerede og alpine beliggenhed har Livigno en speciel status som toldfrit område.
Geografisk set er Livigno en dal, som strækker sig fra Livignopasset i syd mod Lago di Livigno i nord. Dalen ligger gennemgående højere end 1.800 moh. og er på alle sider omgivet af Livigno-Alperne med flere toppe på over 3.000 moh. Livigno hører til Sortehavets afvandingsområde (ikke Middelhavets, som resten af Italien). Dalens flod, som hedder Spöl, løber gennem Lago di Livigno, og er en biflod til Inn.
Livigno fik fuld autonomi fra Graubünden i 1600-tallet. Dalen har altid haft stor geostrategisk betydning for Lombardiet (og senere Italien).
I de senere år er Livigno også blevet et velbesøgt vintersportsted.